# My Own Private Idaho
My Own Private Idaho is een film uit 1991 onder regie van Gus Van Sant. De film is gebaseerd op een stuk van schrijver William Shakespeare.

## Verhaal
Mike is een narcoleptische, homoseksuele man. Hij werkt als prostituee en slaapt met mannen en vrouwen voor geld. Hij ontmoet Scott, ook een prostituee. Ze worden beste vrienden. Scott komt uit een rijke familie maar wil daar niets van weten. Hij is hetero, maar slaapt net zoals Mike met zowel mannen als vrouwen voor geld. Ze zijn een deel van een groep jongvolwassenen die allemaal geen huis hebben en hosselen om rond te komen. De leider van deze groep is de mentaal beperkte man Bob. Bob heeft van alle straatjongeren de beste band met Scott en heeft dan ook gevoelens voor hem.
Mike mist zijn moeder die hem op jonge leeftijd heeft verlaten. Hij wil haar opzoeken en gaat met Scott naar zijn "broer" Richard toe. Daar aangekomen probeert Richard te vertellen wie Mike's echte vader is. Mike reageert echter door te zeggen dat hij weet dat Richard zijn vader is. Richard geeft dit dan ook toe en vertelt Mike dat zijn moeder in een hotel werkt als dienstmeisje. De volgende dag gaan Scott en Mike naar dat hotel. Daar aangekomen wordt hen echter verteld dat Mike's moeder niet meer in Amerika woont maar is verhuisd naar een boerderij in Italië. Ze besluiten daarop om naar Italië te reizen in de hoop haar te vinden.
Mike besluit toe te geven dat hij verliefd is op Scott. Wanneer hij het vertelt aan Scott antwoord die met: "Mike je bent mijn beste vriend maar twee mannen kunnen niet van elkaar houden". 
Aangekomen bij de boerderij in Italië waar Mike's moeder voor het laatst zou hebben gewerkt als een dienstmeisje en docente Engels, ontmoeten ze Carmela de huidige bewoonster van de boerderij. Scott en Carmela worden verliefd en reizen samen terug Amerika. Voor Scott Mike achterlaat overhandigt hij hem een grote som geld. Mike blijft alleen achter in de boerderij en is zo gefrustreerd dat hij een narcoleptische aanval krijgt. Uiteindelijk reist Mike ook terug naar Amerika. Als Scott en Carmela in Amerika zijn aangekomen gaat ze uit eten in chic restaurant. Onderweg daarnaartoe ziet Bob hen. Gedreven door zijn gevoelens voor Scott besluit hij hem te volgen. Aangekomen in het restaurant begint Bob zijn liefde te verklaren voor Scott. Scott moet daar echter niets van weten en wijst hem bruut af. Bob besluit naar "huis" te gaan en overlijdt die avond nog aan een gebroken hart. Zijn groep straatjongeren vinden hem levenloos aan. De begrafenis van Bob en de vader van Scott vinden plaats op dezelfde begraafplaats, maar wel apart. Scott geeft niet om zijn vader maar had een afspraak met zichzelf gemaakt dat wanneer hij 21 werd dat hij zijn carrière als straatprostituee op zou geven en in de voetsporen van zijn vader zou treden. Mike is uiteindelijk terug op het verlaten stuk van de snelweg in Idaho. Het is altijd bij deze snelweg dat Mike stilstaat en filosofeert. Hij krijgt weer een narcoleptische aanval en wordt van zijn spullen beroofd. De nog steeds bewusteloze Mike wordt door een onbekende man meegenomen.

## Rolverdeling
| Acteur               | Personage       |
| -------------------- | --------------- |
| River Phoenix        | Mike Waters     |
| Keanu Reeves         | Scott Favor     |
| James Russo          | Richard Waters  |
| William Richert      | Bob Pigeon      |
| Rodney Harvey        | Gary            |
| Chiara Caselli       | Carmela         |
| Michael Parker       | Digger          |
| Jessie Thomas        | Denise          |
| Michael Balzary      | Budd (als Flea) |
| Grace Zabriskie      | Alena           |
| Tom Troupe           | Jack Favor      |
| Udo Kier             | Hans            |
| Sally Curtice        | Jane Lightwork  |
| Robert Lee Pitchlynn | Walt            |
| Mickey Cottrell      | Daddy Carroll   |
| Wade Evans           | Wade            |